# 保利拉蒂诺
保利拉蒂诺（義大利語：Paulilatino），是意大利奥里斯塔诺省的一个市镇。总面积103.8平方公里，人口2369人，人口密度22.8人/平方公里（2009年）。ISTAT代码为095041。